# Manoir de Schickenburg
 (juin 2021).

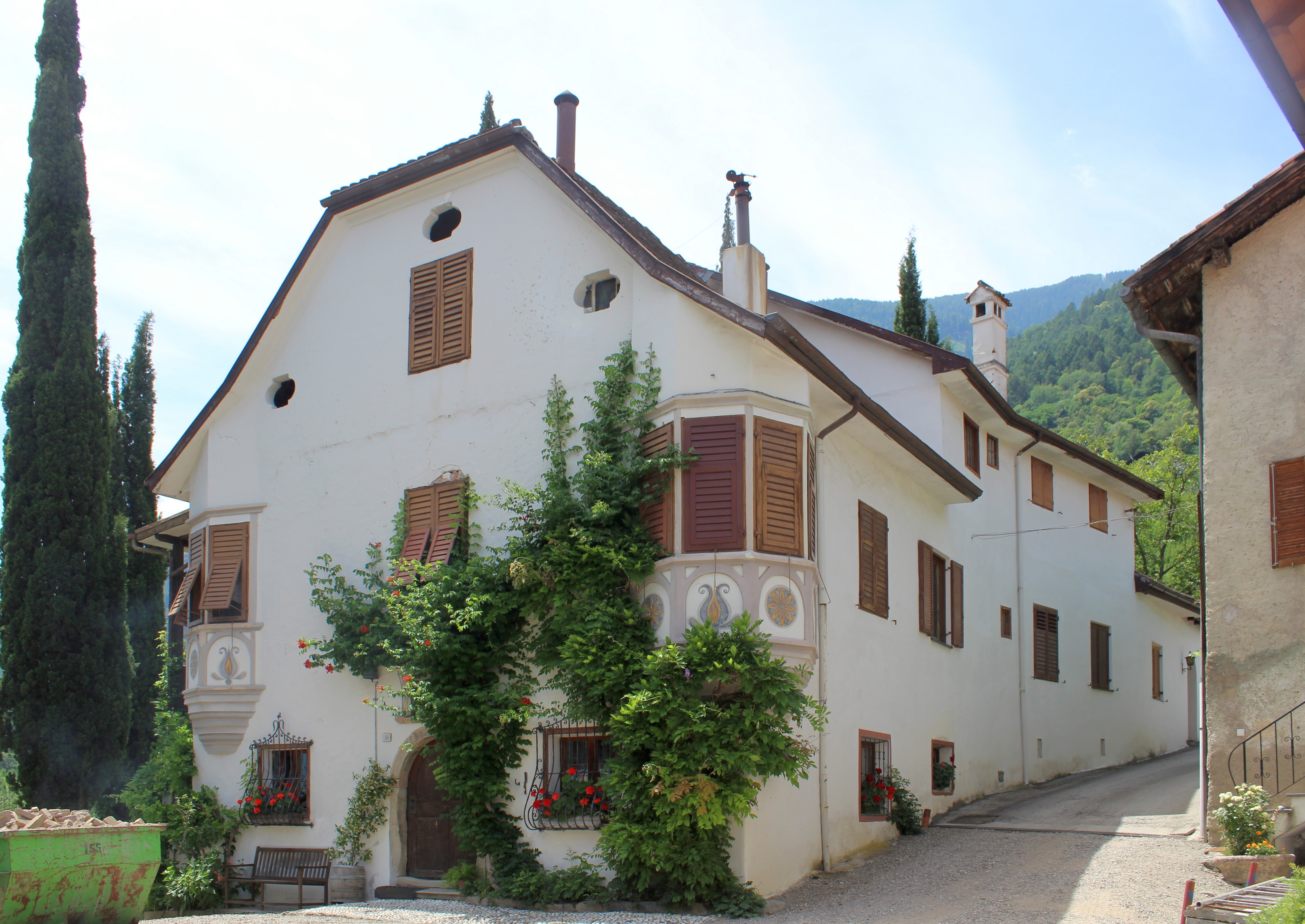
Manoir de Schickenburg

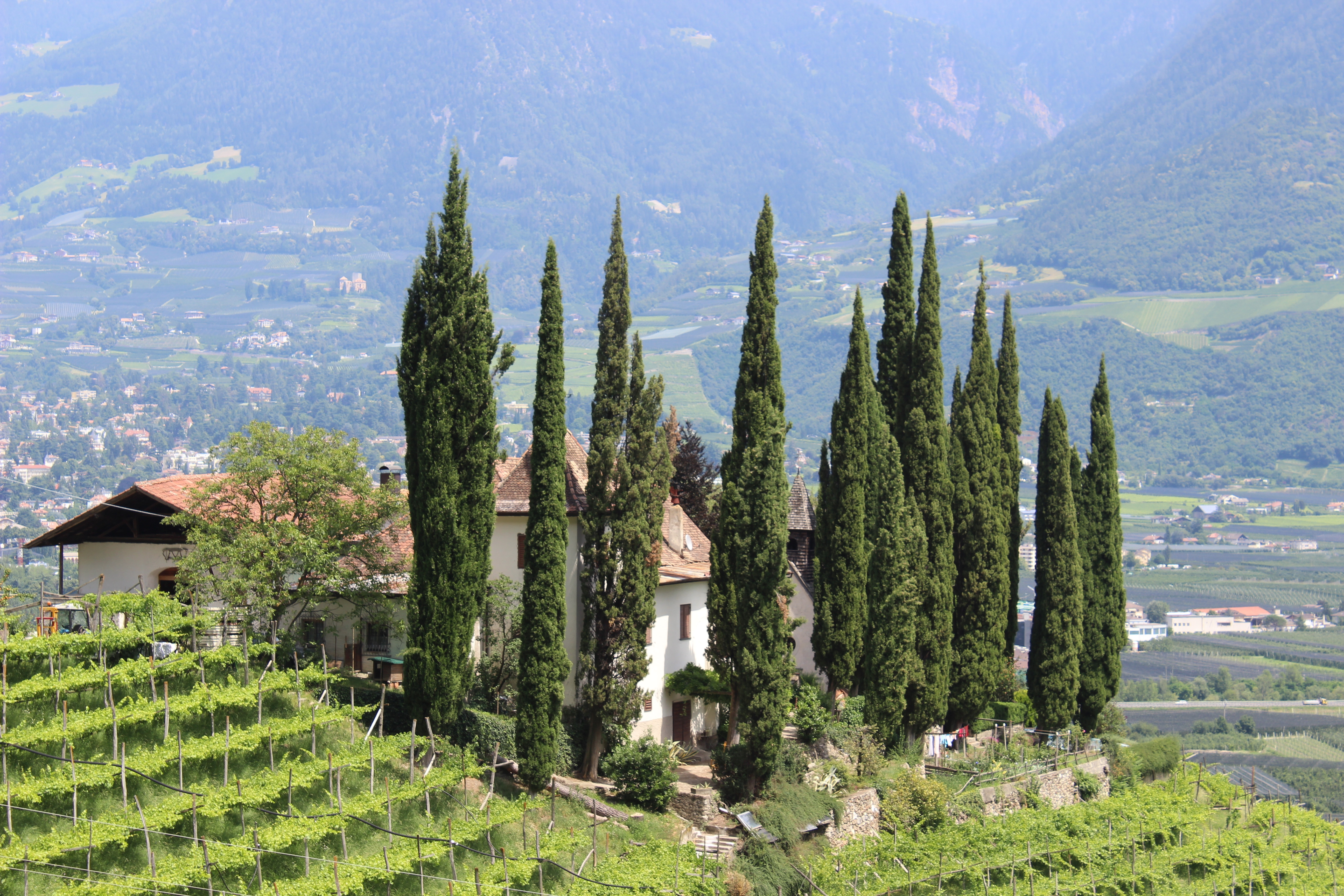
Cyprès de Schickenburg.

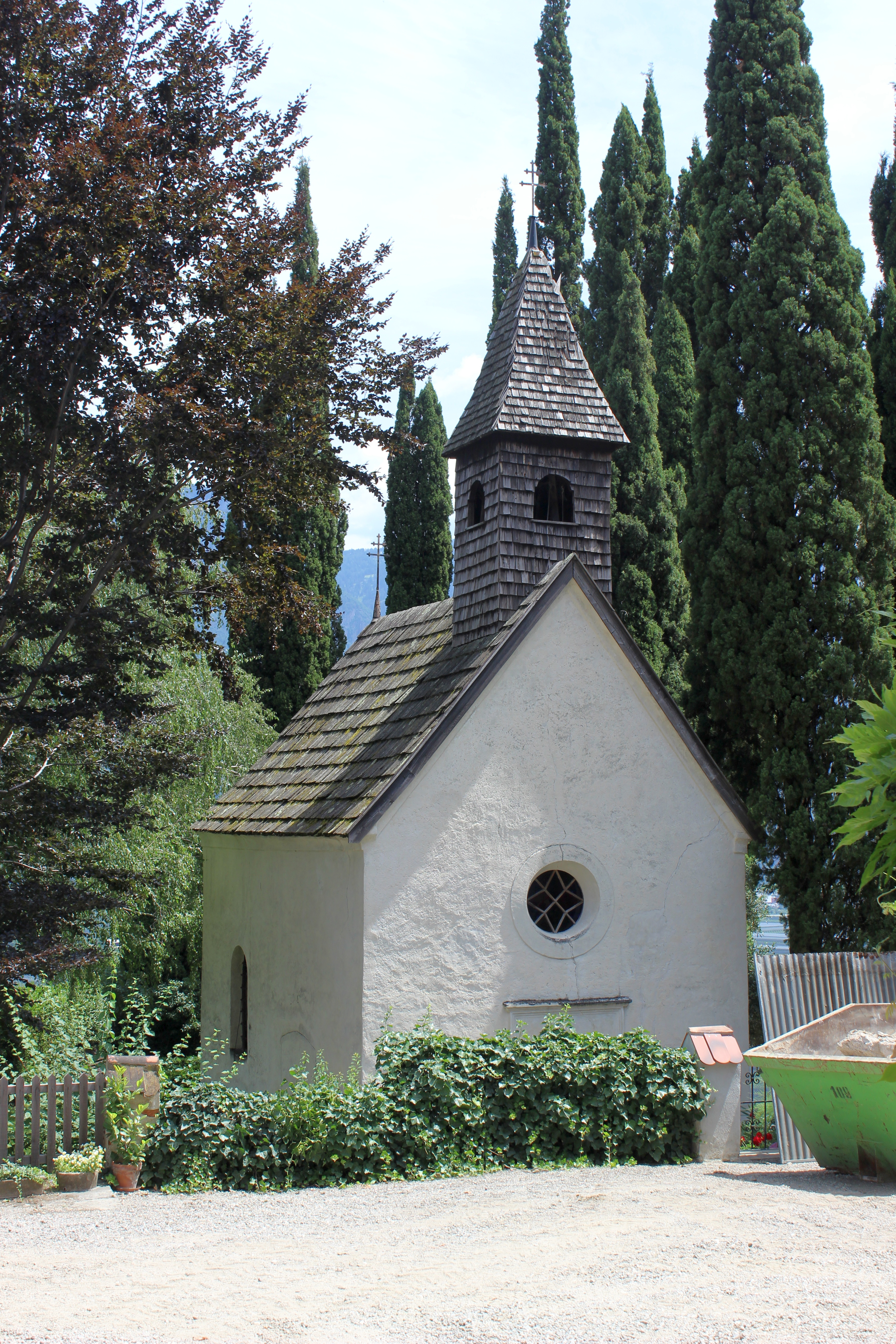
Chapelle Antoine.

Le manoir de Schickenburg, ainsi que la chapelle Antoine, est un monument protégé de la municipalité de Marlengo, dans le Tyrol du Sud, en Italie.

## Localisation
Le manoir est situé au sud de Marlengo, sur une colline.

## Histoire
Le monument est mentionné pour la première fois dans un document en 1369. En 1528, le registre foncier mentionne Melchior Schickner du « Kreblguet am Schicken ». En 1606, l'empereur Rodolphe II a élevé la ferme au rang de siège noble en faveur du conseiller impérial Christoph Sattelberger et l'a libérée de tous les impôts,. La chapelle de la cour dédiée à Saint-Antoine de Padoue a été construite en 1652 par son fils, le conseiller de la chambre de la cour et seigneur de la cour de Stubai Martin Sattelberger. Il fut inscrit en 1646 au prédicat de Sattelberger zu Schickenburg et reçut la dignité de comte palatin en 1650. En 1652, il dota la chapelle de 30 messes annuelles pour son salut. Faute de descendants, le Schickenburg revient dans la seconde moitié du XVIIe siècle aux barons von Voglmayr, dont Christoph Anton von Voglmayr est devenu propriétaire en 1693.
En 1750, Martin Anton von Vogelmayr a vendu le domaine à Sebastian Prünster. En 1755, il appartenait à l'administrateur de l'abbaye, Joseph Oswald Prugger. En 1794, les héritiers ont vendu le Schickenhof pour 9 040 florins au fermier Johann Holzer. Au 19e siècle, le domaine est décrit comme étant négligé. Deux vitraux existaient encore dans la maison d'habitation, commémorant les services rendus par Christoph Sattelberger dans le conflit de succession de Clèves. Deux autres ont été vendus. La chapelle Antoine abritait quatre peintures des Pères de l'Église réalisées par un maître italien inconnu.
En raison des difficultés financières des propriétaires, la chapelle se dégrade progressivement. Le curé de l'époque, Santner, fait réparer la chapelle, inutilisable pour lire la messe, grâce à des dons. Dans les années 1860, le domaine est vendu aux enchères forcées. Depuis le 11 novembre 1950, le manoir et la chapelle sont classés monuments historiques. Après plusieurs changements de propriétaires, le Schickenburg revient à Meinhard Menz en 1955.

## Architecture
La maison d'habitation a deux oriels et une porte en arc de cercle en pierre. La chapelle simple à l'extrémité polygonale du chœur possède une tourelle de faîtage en bois, une porte rectangulaire et une fenêtre en arc de cercle.